# Palaeorhiza elegantissima
Palaeorhiza elegantissima là một loài Hymenoptera trong họ Colletidae. Loài này được Dalla Torre mô tả khoa học năm 1896.